# Diospyros kerrii
Diospyros kerrii là một loài thực vật có hoa trong họ Thị. Loài này được Craib mô tả khoa học đầu tiên năm 1911.